# ライド・アゲイン
『ライド・アゲイン』(Ride Again)は、2019年10月25日に発売されたシェイクスピアズ・シスターのEP。3曲の新曲と『シングルス・パーティー』に収録された「オール・ザ・クイーンズ・ホーセズ」と「シー・ユー・ネクスト・チューズデー」のニュー・ミックスを収録している。

## トラックリスト
| 全作詞・作曲: シヴォーン・ファーイとマーセラ・デトロイト。 |                                                          |                                             |                                             |      |
| #                                                          | タイトル                                                 | 作詞                                        | 作曲・編曲                                  | 時間 |
| 1.                                                         | 「Time to Say Goodbye」                                  | シヴォーン・ファーイ とマーセラ・デトロイト | シヴォーン・ファーイ とマーセラ・デトロイト | 2:56 |
| 2.                                                         | 「When She Finds You」(with Richard Hawley – Single Mix) | シヴォーン・ファーイ とマーセラ・デトロイト | シヴォーン・ファーイ とマーセラ・デトロイト | 3:41 |
| 3.                                                         | 「C U Next Tuesday」(Perfect Mix)                        | シヴォーン・ファーイ とマーセラ・デトロイト | シヴォーン・ファーイ とマーセラ・デトロイト | 2:39 |
| 4.                                                         | 「Dangerous Game」                                       | シヴォーン・ファーイ とマーセラ・デトロイト | シヴォーン・ファーイ とマーセラ・デトロイト | 2:58 |
| 5.                                                         | 「All the Queen's Horses」(Video Mix)                    | シヴォーン・ファーイ とマーセラ・デトロイト | シヴォーン・ファーイ とマーセラ・デトロイト | 3:30 |

## 参加
「ライド・アゲイン」のライナーノーツより
- Siobhan Fahey/Marcella Detroit – vocals
- Marcella Detroit – guitars, harmonica and keys
- Larry Mullins (aka Toby Dammit) – drums, timpani and vibraphone
- Scott Bassman – bass ("All the Queen's Horses" and "C U Next Tuesday")
- Ming Vauz – bass ("Time to Say Goodbye", "When She Finds You" and "Dangerous Game")
- Gillian Rivers – strings
- Greg Forman – hammond organ ("C U Next Tuesday")
- Marco Pirroni – guitar ("All the Queen's Horses")
- Kate Garner – photography
- Kim Bowen – styling
- Bruce Gill at Green Ink – design

## チャート成績
| チャート (2019)      | 最高 位 |
| -------------------- | ------- |
| スコットランド (OCC) | 24      |
| UK アルバムズ (OCC)  | 67      |